# Studio One (serie televisiva)
Studio One, conosciuta anche con il titolo Westinghouse Studio One, è una serie televisiva statunitense in 465 episodi trasmessi per la prima volta nel corso di 10 stagioni dal 1948 al 1958.
È una serie di tipo antologico sponsorizzata dalla Westinghouse Electric in cui ogni episodio rappresenta una storia a sé. Gli episodi sono storie di genere vario, perlopiù drammatico e in parte adattamenti di opere letterarie. Iniziò come serie radiofonica antologica il 29 aprile 1947 sulla stazione della CBS dove fu trasmessa fino al 27 luglio 1948, creata e diretta da Fletcher Markle. Diversi episodi originali furono adattati a film cinematografici.

## Interpreti
La serie vede la partecipazione di numerose star cinematografiche e televisive, molte delle quali interpretarono diversi ruoli in più di un episodio. La Furness prestava la voce per pubblicizzare lo sponsor e partecipò anche a qualche episodio.
- Betty Furness (466 episodi, 1948-1958).
- Mary Sinclair (15 episodi, 1949-1951)
- Maria Riva (15 episodi, 1951-1955)
- James Daly (14 episodi, 1952-1957)
- Charlton Heston (13 episodi, 1949-1952)
- Richard Purdy (13 episodi, 1949-1952)
- Leslie Nielsen (13 episodi, 1949-1954)
- John Forsythe (12 episodi, 1948-1955)
- Felicia Montealegre (11 episodi, 1949-1956)
- Richard Kiley (11 episodi, 1951-1957)
- Harry Townes (11 episodi, 1951-1958)
- Everett Sloane (11 episodi, 1952-1958)
- John Baragrey (10 episodi, 1949-1958)
- Judson Laire (10 episodi, 1950-1957)
- Peg Hillias (10 episodi, 1950-1957)
- Priscilla Gillette (10 episodi, 1950-1957)
- Edward Andrews (10 episodi, 1949-1958)
- John Cannon (10 episodi, 1950-1958)
- Murray Matheson (9 episodi, 1951-1957)
- Stanley Ridges (8 episodi, 1949-1951)
- E.G. Marshall (8 episodi, 1949-1958)
- Bramwell Fletcher (8 episodi, 1949-1956)
- Berry Kroeger (8 episodi, 1949-1952)
- Vaughn Taylor (8 episodi, 1949-1956)
- June Dayton (8 episodi, 1950-1955)
- Nina Foch (8 episodi, 1952-1958)
- Shepperd Strudwick (8 episodi, 1952-1956)
- Vivian Nathan (8 episodi, 1956-1958)
- Margaret Phillips (7 episodi, 1949-1955)
- Katharine Bard (7 episodi, 1948-1955)
- Sally Chamberlin (7 episodi, 1950-1951)
- Charles Korvin (7 episodi, 1950-1957)
- Hildy Parks (7 episodi, 1949-1955)
- Betsy Palmer (7 episodi, 1953-1957)
- Skip Homeier (7 episodi, 1952-1958)
- Frederick Worlock (7 episodi, 1951-1955)
- Patricia Wheel (7 episodi, 1952-1954)
- James Gregory (7 episodi, 1954-1958)
- Francis Compton (6 episodi, 1949-1952)
- Sally Gracie (6 episodi, 1950-1954)
- Dick Foran (6 episodi, 1950-1954)
- David Opatoshu (6 episodi, 1949-1957)
- Joan Wetmore (6 episodi, 1949-1954)
- Una O'Connor (6 episodi, 1949-1952)
- Victor Thorley (6 episodi, 1952-1957)
- Philip Bourneuf (6 episodi, 1949-1957)
- Cliff Hall (6 episodi, 1951-1956)
- Lili Darvas (6 episodi, 1952-1958)
- Biff McGuire (6 episodi, 1953-1956)
- Barbara O'Neil (6 episodi, 1954-1957)
- Milton Selzer (6 episodi, 1954-1957)
- William Smithers (6 episodi, 1955-1957)
- Richard Hart (5 episodi, 1949-1950)
- Ruth Ford (5 episodi, 1949-1953)
- Robert Sterling (5 episodi, 1950-1955)
- Franchot Tone (5 episodi, 1950-1958)
- Harry Cooke (5 episodi, 1950-1953)
- Joseph Sweeney (5 episodi, 1952-1955)
- Kevin McCarthy (5 episodi, 1950-1953)
- Frank Overton (5 episodi, 1951-1957)
- Robert Pastene (5 episodi, 1950-1957)
- Jane Seymour (5 episodi, 1950-1955)
- Susan Hallaran (5 episodi, 1953-1957)
- Wright King
- June Lockhart (5 episodi, 1952-1958)
- Lorne Greene (5 episodi, 1953-1957)
- Margaret Hamilton (5 episodi, 1953-1957)
- Lin McCarthy (5 episodi, 1953-1957)
- Laurence Hugo (5 episodi, 1953-1956)
- Georgann Johnson (5 episodi, 1953-1955)
- Joanne Linville (5 episodi, 1954-1958)
- Paul Stevens (5 episodi, 1954-1956)
- Mario Alcalde (5 episodi, 1955-1958)
- Henry Jones (5 episodi, 1955-1957)
- Cathleen Nesbitt (5 episodi, 1955-1957)
- William Shatner (5 episodi, 1957)
- Jean Carson (4 episodi, 1949-1952)
- Faith Brook (4 episodi, 1949-1951)
- Robert Duke (4 episodi, 1949-1952)
- Thomas Mitchell (4 episodi, 1951-1952)
- Leueen MacGrath (4 episodi, 1949-1957)
- Art Carney (4 episodi, 1953-1955)
- Mildred Natwick (4 episodi, 1949-1955)
- Haila Stoddard (4 episodi, 1950-1954)
- Robert H. Harris (4 episodi, 1949-1958)
- Fred J. Scollay (4 episodi, 1953-1957)
- Glenda Farrell (4 episodi, 1949-1958)
- Hume Cronyn (4 episodi, 1949-1957)
- Geraldine Fitzgerald (4 episodi, 1952-1956)
- Catherine McLeod (4 episodi, 1950-1955)
- Judith Evelyn (4 episodi, 1951-1952)
- Alexander Scourby (4 episodi, 1956-1957)
- Marian Seldes (4 episodi, 1951-1957)
- Paul Hartman (4 episodi, 1951-1956)
- Anne Seymour (4 episodi, 1951-1956)
- Justice Watson (4 episodi, 1950-1953)
- George Mitchell (4 episodi, 1952-1957)
- Addison Richards (4 episodi, 1953-1958)
- Nancy Marchand (4 episodi, 1950-1957)
- Joe Maross (4 episodi, 1952-1956)
- Darren McGavin (4 episodi, 1951-1958)
- Mildred Dunnock (4 episodi, 1951-1957)
- Walter Slezak (4 episodi, 1951-1956)
- Romney Brent (4 episodi, 1951-1955)
- Claude Dauphin (4 episodi, 1951-1955)
- Eli Mintz (4 episodi, 1951-1955)
- Howard St. John (4 episodi, 1951-1955)
- Phyllis Kirk (4 episodi, 1952-1956)
- Anthony Ross (4 episodi, 1952-1954)
- Constance Ford (4 episodi, 1953-1957)
- Nancy Kelly (4 episodi, 1953-1956)
- James Dunn (4 episodi, 1953-1955)
- Frank McHugh (4 episodi, 1954-1958)
- Clarice Blackburn (4 episodi, 1954-1957)
- Chester Morris (4 episodi, 1954-1956)
- Martin Rudy (4 episodi, 1954-1956)
- Wendell Corey (4 episodi, 1955-1958)
- Jack Klugman (4 episodi, 1955-1958)
- Theodore Bikel (4 episodi, 1955-1957)
- Russell Collins (4 episodi, 1955-1957)
- Luke Halpin (4 episodi, 1955-1957)
- Michael Strong (4 episodi, 1955-1956)
- Burt Brinckerhoff (4 episodi, 1956-1958)
- Patricia Smith (4 episodi, 1956-1958)
- Rudy Bond (4 episodi, 1956-1957)
- Pat DeSimone (4 episodi, 1956-1957)
- Larry Gates (4 episodi, 1956-1957)
- William Redfield (4 episodi, 1956-1957)
- Dolores Sutton (4 episodi, 1957-1958)
- Henderson Forsythe (4 episodi, 1957)

## Produzione
La serie fu prodotta da Columbia Broadcasting System.

### Registi
Tra i registi sono accreditati:
- Paul Nickell in 139 episodi (1948-1958)
- Franklin J. Schaffner in 112 episodi (1949-1956)
- Robert Mulligan in sette episodi (1956-1957)
- Allen Reisner in sei episodi (1954)
- Worthington Miner in cinque episodi (1948-1949)
- Lela Swift in cinque episodi (1950-1952)
- Ralph Nelson in cinque episodi (1951-1958)
- Matt Harlib in cinque episodi (1952-1953)
- Walter Hart in quattro episodi (1949-1951)
- John Peyser in quattro episodi (1950-1951)
- Martin Magner in tre episodi (1951-1952)
- Tom Donovan in tre episodi (1957-1958)
- James B. Clark in tre episodi (1958)
- George Zachary in due episodi (1949)
- Carl Frank in due episodi (1950)
- James Sheldon in due episodi (1953)
- Mel Ferber in due episodi (1954)
- William H. Brown Jr. in due episodi (1956)
- Karl Genus in due episodi (1956)
- David Greene in due episodi (1957-1958)
- Herbert Hirschman in due episodi (1958)
- Jack Smight in due episodi (1958)
- Tony Barr
- Norman Felton
- Fletcher Markle

### Sceneggiatori
Tra gli sceneggiatori sono accreditati:
- Worthington Miner in 53 episodi (1948-1953)
- Reginald Rose in 17 episodi (1952-1957)
- Joseph Liss in 14 episodi (1948-1952)
- Mel Goldberg in 13 episodi (1951-1956)
- Sumner Locke Elliott in otto episodi (1949-1953)
- Alvin Sapinsley in sette episodi (1951-1954)
- Howard Rodman in sette episodi (1953-1957)
- William Shakespeare in sei episodi (1949-1955)
- Irve Tunick in sei episodi (1951-1953)
- Rod Serling in sei episodi (1953-1956)
- Marc Brandell in sei episodi (1955-1958)
- Henry James in cinque episodi (1949-1952)
- Michael Dyne in cinque episodi (1952-1958)
- A.J. Russell in cinque episodi (1952-1954)
- Loring Mandel in cinque episodi (1955-1957)
- Ben Hecht in quattro episodi (1949-1951)
- David Shaw in quattro episodi (1950-1952)
- Ernest Kinoy in quattro episodi (1955-1958)
- Richard De Roy in quattro episodi (1956-1958)

### Direttore musicale
Tra gli direttore musicale sono accreditati:
- Alfredo Antonini in sei episodi (1954-1956)[3]

## Distribuzione
La serie fu trasmessa negli Stati Uniti dal 7 novembre 1948 al 29 settembre 1958 sulla rete televisiva CBS. È stata distribuita anche con i titoli Westinghouse Summer Theatre, Studio One Summer Theatre e Studio One in Hollywood.

## Episodi
| Stagione         | Episodi | Prima TV USA |
| ---------------- | ------- | ------------ |
| Prima stagione   | 20      | 1948-1949    |
| Seconda stagione | 41      | 1949-1950    |
| Terza stagione   | 55      | 1950-1951    |
| Quarta stagione  | 51      | 1951-1952    |
| Quinta stagione  | 50      | 1952-1953    |
| Sesta stagione   | 52      | 1953-1954    |
| Settima stagione | 52      | 1954-1955    |
| Ottava stagione  | 50      | 1955-1956    |
| Nona stagione    | 47      | 1956-1957    |
| Decima stagione  | 47      | 1957-1958    |